# Soto de Cerrato
Soto de Cerrato è un comune spagnolo di 217 abitanti situato nella comunità autonoma di Castiglia e León.